# Bernhard August Thiel
Bernhard August Thiel, auch Bernardo Augusto Thiel y Hoffmann (* 1. April 1850 in Elberfeld (heute Stadtteil von Wuppertal); † 9. September 1901 in San José, Costa Rica) war Bischof des Bistums San José in Costa Rica.

## Leben

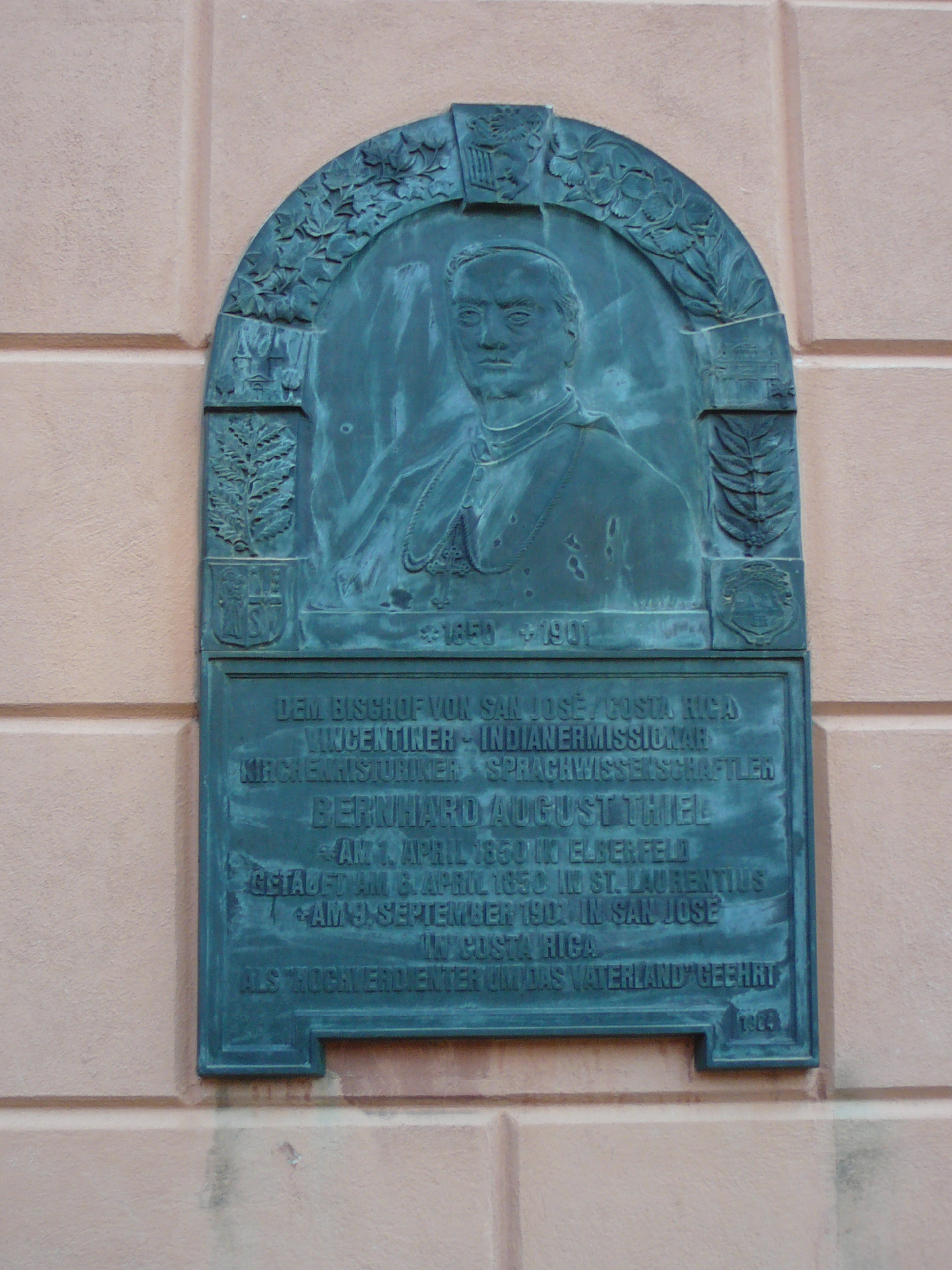
Gedenktafel für Bernhard August Thiel an der St.-Laurentius-Kirche in Wuppertal-Elberfeld

Bernhard August Thiel wurde als Sohn von Helena Hoffmann und Josef Thiel geboren. Er besuchte das Kleine Seminar der Lazaristen und das Gymnasium in Neuss, wo er sich vor allem mit Geographie, Physik, Geschichte und Mathematik befasste. Dort legte er 1869 das Abitur ab. Im selben Jahr trat er in Köln in den Orden der Lazaristen ein. Anschließend absolvierte er dort sein Noviziat, danach musste er aufgrund des Kulturkampfes nach Paris wechseln. Nach Abschluss seines Theologiestudiums wurde er dort am 7. Juni 1874 zum Priester geweiht.
Noch im selben Jahr entsandten seine Oberen ihn in die Mission in Ecuador. In Quito lehrte er am Priesterseminar Kirchenrecht und Dogmatik. 1877 ließ der diktatorisch regierende ecuadorianische Präsident Ignacio de Veintemilla die Bischöfe, die sich seiner kirchenfeindlichen Politik nicht unterwarfen, verhaften oder ausweisen. Als auch ihm im selben Jahr die Verhaftung drohte, musste Thiel Ecuador verlassen.
Seine Ordensoberen schickten ihn nach Costa Rica, um mit einigen Mitbrüdern das Seminario de San José in San Jose in Costa Rica zu leiten. Sein großes Engagement machte den jungen Professor bekannt. Nachdem die Regierung von Costa Rica und der Heilige Stuhl sich lange Jahre nicht auf die Neubesetzung des Bischofssitzes von San José hatten einigen konnten, schlug Präsident Tomás Guardia Gutiérrez persönlich Pater Thiel für dieses Amt vor. Am 27. Februar 1880 wurde er zum dritten Bischof von San José designiert und am 5. September von Luigi Bruschetti, Titularbischof von Abidos und Verwalter der Diözese, zum Bischof geweiht. Gerade 30 Jahre alt (bzw. bei seiner Ernennung erst 29 Jahre alt), war er der damals jüngste Bischof der Weltkirche. Schon im folgenden Jahr berief er eine Diözesansynode ein, die sich vor allem der Katechese widmete.
Die Regierung von Präsident Juan Próspero Fernández Oreamuno wies Bischof Thiel im Juli 1884 aus Costa Rica aus. Denn er führte die seit 1871 in Costa Rica bestimmende antiklerikale Politik fort und setzte 1884 ein „liberales“ Gesetzespaket durch. Dadurch wurde das Konkordat annulliert, die Zivilehe eingeführt, die kirchlichen Friedhöfe (die im 19. Jahrhundert eine nicht unwichtige Einnahmequelle waren) entschädigungslos enteignet und die Tätigkeit der Orden einschränkt bzw. verboten.
Am 27. Mai 1886 konnte Thiel nach Costa Rica zurückkehren. Aufsehen erregte sein von der Enzyklika Rerum Novarum von Papst Leo XIII. angeregter Hirtenbrief aus dem Jahre 1893 „Über die gerechte Bezahlung der Tagelöhner und Handwerker und andere aktuelle Fragen zur Lage der Notleidenden“, in dem er unter anderem die ungerechte Verteilung des Grundbesitzes und der Vermögen insgesamt angriff.
Bischof Thiel unternahm zahlreiche Missionsreisen in von Indigenas bewohnte Gebiete im Norden und im Südosten von Costa Rica, unter anderem zu den Talamanca. Er schrieb mehrere Werke über religiöse, historische, ethnologische und sprachwissenschaftliche Themen. Auch aus Bischof pflegte er den Austausch mit zahlreichen anderen Wissenschaftlern. Eine wertvolle Quelle zur Kulturgeschichte Costa Ricas im ausgehenden 19. Jahrhundert sind seine ausführlichen Briefe an seine Eltern, in denen er die damaligen Lebensumstände und Gewohnheiten sowohl in der Hauptstadt wie auch auf dem Lande anschaulich schildert.
Beim Concilium plenarium Americae Latinae, der ersten Zusammenkunft lateinamerikanischer Bischöfe überhaupt, das 1899 in Rom stattfand, war er der einzige Bischof aus Zentralamerika und brachte deshalb auch die Anliegen seiner dortigen Mitbrüder vor.

## Ehrungen
- Bischof Thiel erhielt ein Staatsbegräbnis; fünf Tage lang blieben die Nationalflaggen auf halbmast gesetzt.
- 1921 erklärte ihn das Parlament zum „Benemérito de la Patria“ („um das Vaterland wohlverdient“).
- Das Archivo Histórico Arquidiocesano Mons. Bernardo Augusto Thiel Hoffmann (AHAMBATH), das Archiv des Erzbistums San José de Costa Rica, das seinen Nachlass bewahrt, ist nach ihm benannt.

## Schriften (in Auswahl)
- Vocabularium der Sprachen der Boruca-, Terraba- und Guatuso-Indianer in Costa Rica. Berlin 1884; Sonderdruck aus dem Archiv für Anthropologie, Jg. 16 (1884), S. 592–627.
- Viajes a varias partes de la república de Costa Rica A.C. Instituto Físico-Geográfico Nacional de Costa Rica, San José 1881–1896 (mehrere Bände).
- Apuntes lexicográficos de las lenguas y dialectos de los Indios de Costa-Rica. Imprenta nacional, San José 1882–1884 (mehrere Bände).
- Explicación del catecismo de la doctrina cristiana. Herder, Freiburg im Breisgau 1891 (und zahlreiche weitere Auflagen).
- Estudios historiográficos, herausgegeben von Vernor Manuel Rojas Contreras und José Aurelio Sandí Morales. Editorial Universidad Estatal a Distancia (EUNED), San José 2011.